# コーチャン島沖海戦
コーチャン島沖海戦（）とは、1941年1月17日に起きたタイ海軍とフランス海軍の戦い。

## 戦闘に至るまで
1940年11月23日タイ・フランス領インドシナ紛争が勃発した。タイ海軍は海防戦艦トンブリ、スリ・アユタヤなどを保有していた。一方、インドシナのフランス海軍は軽巡洋艦ラモット・ピケ、通報艦デュモン・デュルヴィル、アミラル・シャルネ、ツール、マルヌを有していた。
1941年1月13日、フランス陸軍は海軍に対し攻勢の際の支援を要請。それを受けて1月15日にラモット・ピケはサイゴンから、通報艦4隻はカムラン湾から出撃した。フランス艦隊は1月16日にタイランド湾に入った。
このとき両軍は航空隊による索敵を行っていた。タイ側はアメリカ製観測機O2Uを投入していたが結局見つからず、逆にフランス側は水上機ロワール 130がタイ艦隊の動向を捉え位置をほぼ特定していた。
フランスの偵察機はタイ海軍部隊がコーチャン島（チャーン島）とサッタヒープの2箇所にいることを報告。フランス艦隊を率いるBérengerはコーチャン島の方を攻撃することを決めてコーチャン島へ接近し、艦隊をラモット・ピケ、デュモン・デュルヴィルとアミラル・シャルネ、ツールとマルヌの3つにわけた。
フランスの偵察機がコーチャン島で発見したのはスリ・アユタヤを基幹とする第1戦隊であったが、フランス艦隊到着時には第3戦隊と交代しており、コーチャン島には海防戦艦トンブリ、水雷艇ソンクラ、チョンブリ、ラヨン、機雷敷設艦ノンサライ、漁業保護艇Theiw Uthokがいた。

## 戦闘経過
1月17日朝、海戦は開始された。

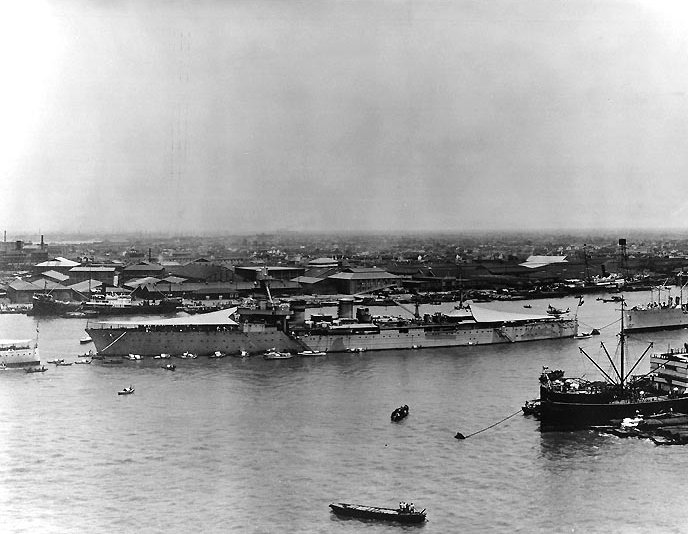
フランス海軍軽巡洋艦「ラモット・ピケ」

火力に劣る水雷艇ソンクラがフランス艦隊旗艦｢ラモット・ピケ」により撃沈され、炎上していた水雷艇チョンブリ以下は「ツール」「マルヌ」により他の水雷艇もろとも撃破される。旗艦トンブリも射距離12,000mから20cm主砲による砲撃を開始したが、練度不足でなかなか命中せず、逆にフランス艦隊の集中砲火を浴び艦橋が炎上した。更に、右舷側に浸水を起こした上、射撃指揮装置が燃えてしまったので戦闘不能となり撤退を開始したが、火災を消火しきれず同日16時40分に横転・擱座。僚艦スリ・アユタヤ以下の第1戦隊が到着したときには戦闘は終結しており、生存者を救助して撤退した。
一方フランス艦隊は1隻の損失も無く帰還を開始。タイ空軍が攻撃を行うも、最初トンブリを誤爆。その後ラモット・ピケを攻撃するが命中弾はなかった。
結局、索敵や砲撃の精度や技量の差がそのまま勝利につながり、タイ海軍の技量不足を見せてしまい、フランス側の「ワン・サイド・ゲーム」となってしまった。

## 両軍戦力

### タイ海軍
- 第3戦隊
  - 海防戦艦（トンブリ級） - トンブリ
  - 水雷艇（トラッド級） - ラヨン、ソンクラ、チョンブリ
  - 敷設艇 - ノンサライ
  - 漁業保護艇 1隻

### フランス海軍
- 第7戦隊（臨時）
  - 軽巡洋艦 - ラモット・ピケ

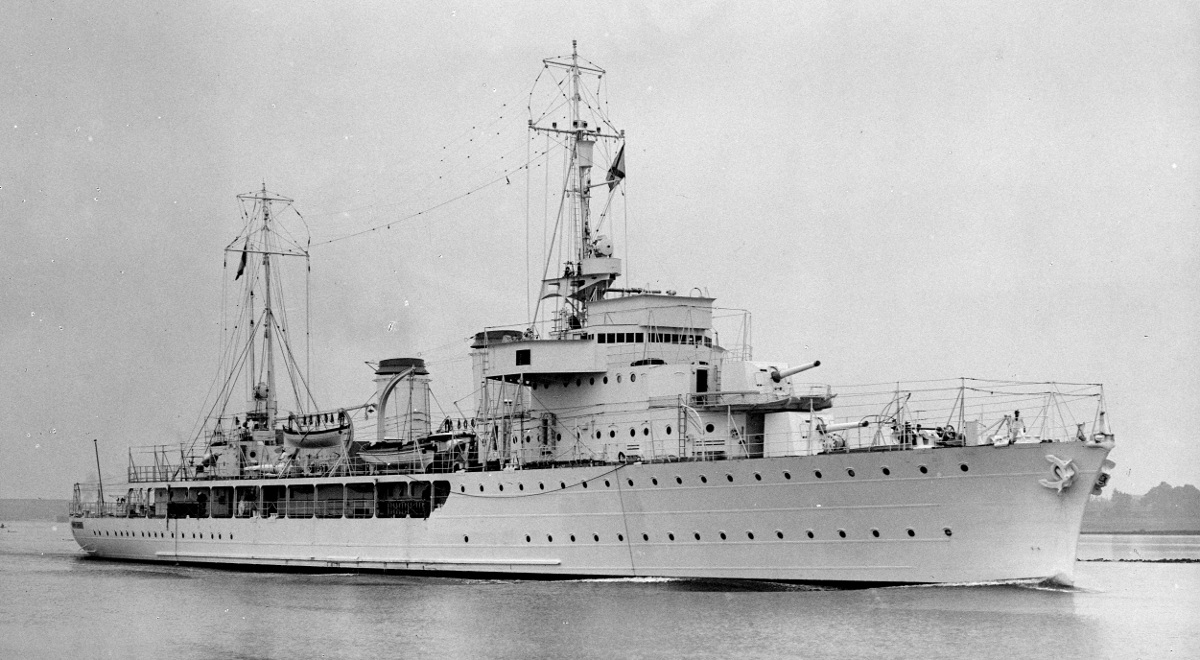
通報艦「アミラル・シャルネ」。

  - 通報艦- （ブーゲンヴィル級通報艦）デュモン・デュルヴィル（フランス語版）、アミラル・シャルネ（フランス語版）、（アラ級通報艦（フランス語版））、タウール（フランス語版）、マルヌ